# Manne Levinovitz
Mendel Berkof (Manne) Levinovitz, född 11 november 1891 i polskspråkiga Szczuczyn, Podlasien, då en  del av Ryssland, död 17 november 1975 i Katarina församling i Stockholm, var en svensk affärsman, amatörkonstnär, silver- och konstsamlare.
Han var son till spannmålsgrosshandlaren Berkov Levionovitz och Raska Muscatenblitt samt från 1927 gift med Signhild Lapidus.
Levinovitz kom som ung pojke till Sverige på grund av antisemitismen i Polen. I Sverige började han ett framgångsrikt liv som företagare och etablerade 1913 företaget Levinovitz AB, som var verksamt 1913–1963 med filialer i Filipstad och Hällefors.
Han började måla akvareller när han var i 75-årsåldern. Levinovitz hann under sin återstående livstid producera en stor mängd tavlor och genomförde bland annat en separatutställning på Galleri Gripen i Karlstad 1966 och därefter en separatutställning på Stadshotellet i Filipstad 1968. Omdömet i pressen efter debuten blev ”Något av en sensation inom konstvärlden”, ”plötsligt en färdig konstnär” och ”en modern Gauguin”. Många av hans motiv är hämtade från Filipstadstrakten. Hans konst har senare visats på utställningar på Museet Kvarnens sommarutställning i Filipstad 2017.